# Carl Duisberg
Friedrich Carl Duisberg (29 septembre 1861 à Barmen, Royaume de Prusse - 19 mars 1935 à Leverkusen, Allemagne) est un chimiste et industriel allemand. Il fit de Bayer l'un des piliers du complexe militaro-industriel allemand et compte au nombre des fondateurs du trust IG Farben.

## Biographie
Après avoir préparé son baccalauréat au lycée de Barmen-Wupperfeld (l'actuel lycée Carl-Duisberg de Wuppertal), Duisberg étudia la chimie à Göttingen et Iéna de 1879 à 1882. Sa thèse de doctorat était consacrée à l’ester acétate d'éthyle. Au terme d'un service militaire d'un an comme volontaire au régiment royal d'infanterie de ligne de Bavière, à Munich, il fut embauché en 1883 par le premier employeur de Wuppertal-Elberfeld, la société Bayer, qui l'affecta d'abord à l'organisation de l'Institut de chimie de l’université de Strasbourg. Puis il multiplia les découvertes sur la synthèse des colorants, comme la synthèse de la benzopurpurine, que la société breveta.
En 1888, Duisberg fut promu fondé de pouvoir et directeur scientifique de Bayer. Il joua un rôle décisif dans le déménagement des usines à Leverkusen. En 1900, il devint membre du directoire et, en 1912, directeur général et président des Usines de colorant Friedr. Bayer & Co.. Il revint des États-Unis impressionné par la rentabilité et la puissance des trusts tels la Standard Oil, et, en 1904, publia un « Essai sur la fusion des entreprises de colorants allemandes » (Denkschrift über die Vereinigung der deutschen Farbenfabriken) : ce cheminement intellectuel devait en faire la tête pensante et l'un des pères fondateurs d’IG Farben en 1916.
Dès le mois de septembre 1914, avant même que la Première Guerre mondiale ne se fige en guerre de position, l’État-major général allemand institua une « Commission Nernst-Duisberg » chargée de poursuivre la recherche sur les gaz de combat et d'en diriger les essais contre les troupes ennemies. La Seconde conférence de La Haye de 1907 autorisait en effet l'usage de ces armes, moyennant des conditions qui prévalent presque toujours sur un champ de bataille : aussi, on trouva bientôt aux côtés de Walther Nernst plusieurs chercheurs de grande valeur tels James Franck, Fritz Haber, Otto Hahn et Gustav Hertz, qui seraient par la suite lauréats du prix Nobel. Duisberg ne pouvait que se sentir conforté dans son engagement dans le secteur militaro-industriel.
Duisberg (comme Walther Rathenau et Hugo Stinnes) était alors l'un des grands patrons de l'industrie allemande qui, à partir de 1916, exigèrent la déportation en Allemagne de civils belges pour le travail forcé, pourtant contraire au droit des gens reconnu à l'époque par les grandes puissances.

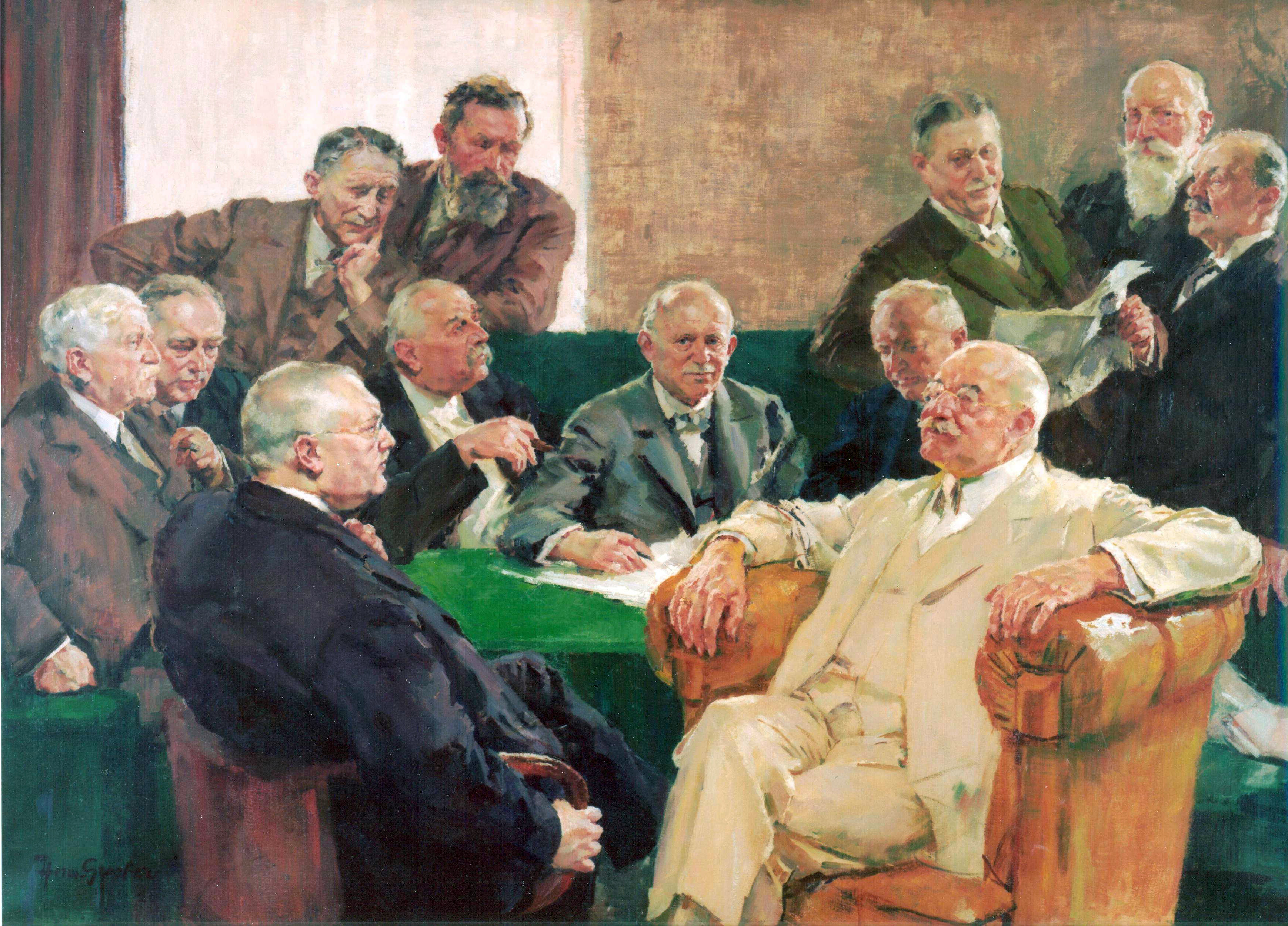
Le conseil d'administration d'IG Farben vers 1935, avec à gauche au premier plan Carl Bosch et à droite Carl Duisberg.

Duisberg travailla jusqu'en 1926 pour Bayer, et de 1925 à 1935 devint président de la Fédération nationale des industries allemandes et membre du Conseil de surveillance du trust qu'il avait contribué à mettre sur pied, le groupe chimique I.G. Farbenindustrie AG, qui avait entre autres absorbé Bayer.
Il avait fondé en 1921 la Société Géographique Carl-Duisberg, et subventionnait largement la Ligue Pangermaniste. Après la prise de pouvoir des Nazis, il participa jusqu'à sa mort aux réunions de l'Académie du droit allemand, institution de milliardaires favorables au régime, au sein de laquelle il anima l'«initiative pour la propriété industrielle» (Ausschusses für gewerblichen Rechtsschutz).